# 赫拉博韋茨 (伊凡諾-法蘭科夫斯克州)
48°44′54″N 24°37′7″E / 48.74833°N 24.61861°E
赫拉博韋茨（羅馬化：Hrabovets）是烏克蘭西部伊萬諾-弗蘭科夫斯克州伊萬諾-弗蘭科夫斯克區博霍羅恰內市鎮的村莊。該村面積17平方公里，海拔高度335米，2001年人口1,215，人口密度每平方公里71.5人。